# Футбольный джентльмен года в России
«Джентльмен года» — приз имени советского футболиста Фёдора Черенкова, присуждаемый каждый год газетой «Комсомольская правда» отечественным футболистам. Вручается с 1994 года, тогда первый раз приз достался двоим лауреатам. В дальнейшем ежегодно лауреат был только один. Лишь один футболист, Андрей Тихонов, был удостоен приза дважды, с интервалом в 10 лет.

## Правила и история
Приз был придуман Сергеем Емельяновым в «Новой Ежедневной газете». Первое вручение прошло в 1994 году в редакции газеты. «Джентльмену года» вручается настоящий смокинг и дружеский шарж. На следующий год приз переехал в «Комсомольскую правду», куда перешёл работать автор приза. С 2006 по 2016 год приз вручался совместно с газетой «Советский спорт». В 2014 году Емельянов покинул «Советский спорт», оставив право проводить церемонию газете.
Редакция газеты «Комсомольская правда» при вручении приза руководствуется несколькими субъективными критериями: 1) является ли футболист лидером команды, 2) как он относится к соперникам и арбитрам, 3) как общается со зрителями и журналистами.
В разные годы церемонию вели Виктор Гусев, Владимир Гомельский, Отар Кушанашвили.

## Лауреаты
| Сезон | Игрок              | Клуб                         |
| ----- | ------------------ | ---------------------------- |
| 1994  | Фёдор Черенков     | Спартак (Москва)             |
| 1994  | Омари Тетрадзе     | Динамо (Москва)              |
| 1995  | Сергей Андреев     | Ростсельмаш (Ростов-на-Дону) |
| 1996  | Андрей Тихонов     | Спартак (Москва)             |
| 1997  | Дмитрий Аленичев   | Спартак (Москва)             |
| 1998  | Олег Веретенников  | Ротор (Волгоград)            |
| 1999  | Алексей Смертин    | Локомотив (Москва)           |
| 2000  | Егор Титов         | Спартак (Москва)             |
| 2001  | Руслан Нигматуллин | Локомотив (Москва)           |
| 2002  | Сергей Семак       | ЦСКА (Москва)                |
| 2003  | Дмитрий Булыкин    | Динамо (Москва)              |
| 2004  | Александр Кержаков | Зенит (Санкт-Петербург)      |
| 2005  | Дмитрий Кириченко  | Москва                       |
| 2006  | Андрей Тихонов     | Химки                        |
| 2007  | Константин Зырянов | Зенит (Санкт-Петербург)      |
| 2008  | Игорь Семшов       | Динамо (Москва)              |
| 2009  | Владимир Габулов   | Динамо (Москва)              |
| 2010  | Дмитрий Хохлов     | Динамо (Москва)              |
| 2011  | Андрей Воронин     | Динамо (Москва)              |
| 2012  | Андрей Дикань      | Спартак (Москва)             |
| 2013  | Денис Глушаков     | Спартак (Москва)             |
| 2014  | Халк               | Зенит (Санкт-Петербург)      |
| 2015  | Артём Дзюба        | Зенит (Санкт-Петербург)      |
| 2016  | Игорь Акинфеев     | ЦСКА (Москва)                |
| 2017  | Артём Ребров       | Спартак (Москва)             |
| 2018  | Роман Зобнин       | Спартак (Москва)             |
| 2019  | Юрий Жирков        | Зенит (Санкт-Петербург)      |
| 2020  | Марио Фернандес    | ЦСКА (Москва)                |
| 2021  | Георгий Джикия     | Спартак (Москва)             |
| 2022  | Даниил Фомин       | Динамо (Москва)              |
| 2023  | Фёдор Чалов        | ЦСКА (Москва)                |
| 2024  | Константин Тюкавин | Динамо (Москва)              |

## Лауреаты по клубам
| Число наград | Клуб                         | Годы                                                 |
| ------------ | ---------------------------- | ---------------------------------------------------- |
| 9            | Спартак (Москва)             | 1994, 1996, 1997, 2000, 2012, 2013, 2017, 2018, 2021 |
| 8            | Динамо (Москва)              | 1994, 2003, 2008, 2009, 2010, 2011, 2022, 2024       |
| 5            | Зенит (Санкт-Петербург)      | 2004, 2007, 2014, 2015, 2019                         |
| 4            | ЦСКА (Москва)                | 2002, 2016, 2020, 2023                               |
| 2            | Локомотив (Москва)           | 1999, 2001                                           |
| 1            | Ростсельмаш (Ростов-на-Дону) | 1995                                                 |
| 1            | Ротор (Волгоград)            | 1998                                                 |
| 1            | Москва                       | 2005                                                 |
| 1            | Химки                        | 2006                                                 |

## Лауреаты по странам
| Число наград | Страна   | Годы |
| ------------ | -------- | --- |
| 28           | Россия   | 1994, 1994, 1995, 1996, 1997, 1998, 1999, 2000, 2001, 2002, 2003, 2004, 2005, 2006, 2007, 2008, 2009, 2010, 2013, 2015, 2016, 2017, 2018, 2019, 2020, 2021, 2022, 2023, 2024 |
| 2            | Украина  | 2011, 2012 |
| 1            | Бразилия | 2014 |